# Hess lighTram Trolley
Hess lighTram Trolley ist ein vierachsiger Doppelgelenk-Oberleitungsbus. Anfänglich wurde der Typ oft nur als Hess lighTram bezeichnet, was sich nach der Einführung der Hybrid-Variante allmählich änderte. Die Karosserie sowie das Fahrgestell werden vom Schweizer Unternehmen Carrosserie Hess produziert, die elektrische Ausrüstung vom deutschen Unternehmen Vossloh Kiepe. Der Doppelgelenktrolleybus mit der offiziellen Typenbezeichnung BGGT-N2C für die lighTram 3 bzw. BGGT-N2D für die lighTram 4, auch Megatrolley oder Longo genannt, bildet mit dem hybridbetriebenen Doppelgelenkbus lighTram Hybrid, dem einfachen Gelenktrolleybus Swisstrolley, dem Duo-Bus NGT 204 F, dem Hybridgelenkbus Swisshybrid sowie dem Dieselbus Swissdiesel und dem bisher noch nicht in Serie gefertigten Solotrolleybus Eurotrolley eine Produktfamilie.
Ab der fünften Generation wurden alle Hess-Trolleybusmodelle mit alternativen Antrieben vom Midibus bis zum Doppelgelenkbus unter der Bezeichnung lighTram zusammengeführt, nun durch eine Längenangabe (lighTram 10 bis lighTram 25) ergänzt.

## Vorläufer

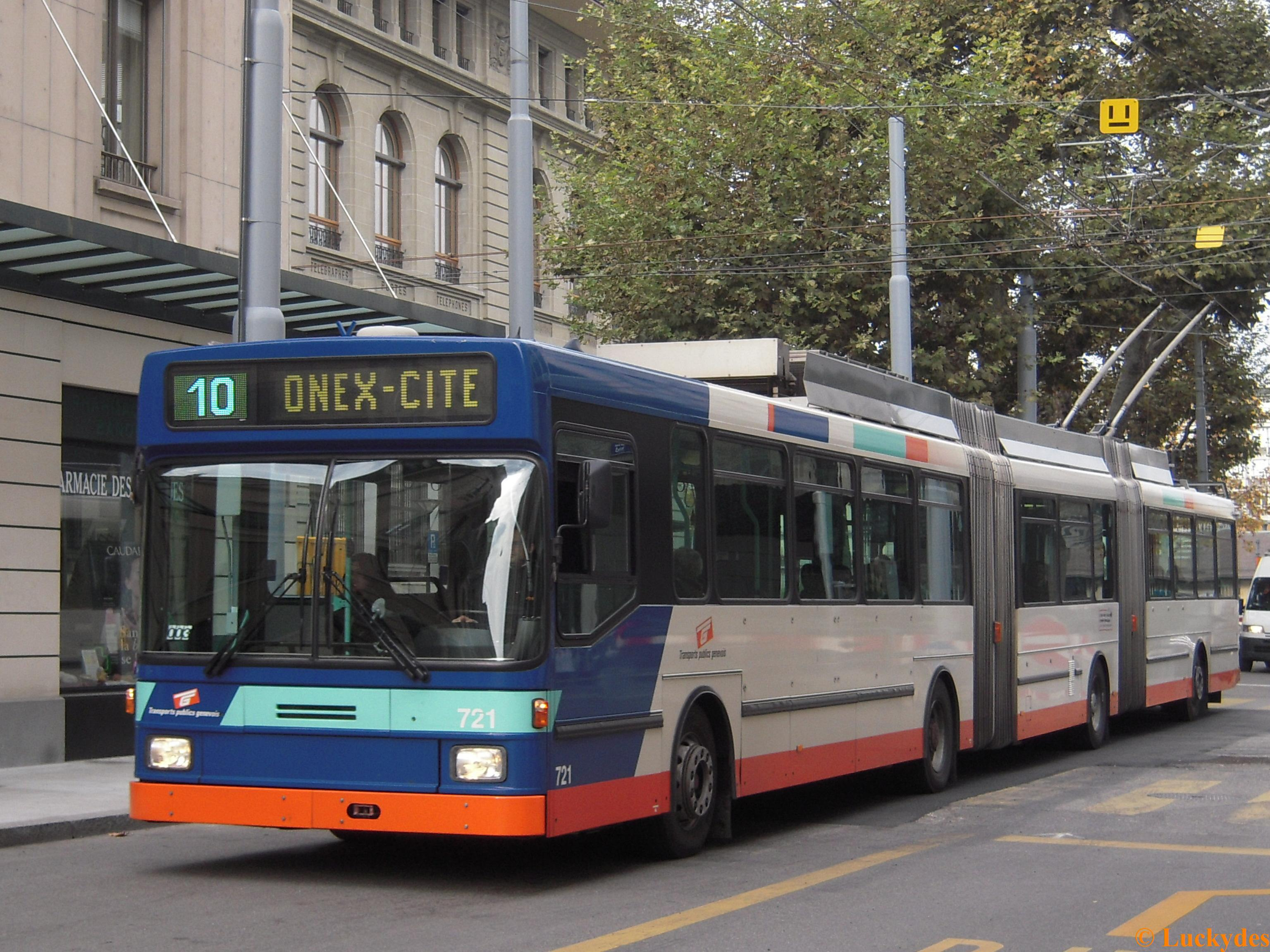
Durch den Umbau eines Swisstrolley 1 entstand 2003 das erste lighTram, das bis 2016 mit der Nummer 721 in Genf im Einsatz war

Zwei lighTram-Prototypen auf Basis älterer Gelenkoberleitungsbusse existierten vor Beginn der Serienproduktion bereits beim Trolleybus Genf und beim Trolleybus St. Gallen.
Die Transports publics genevois erweiterte im Herbst 2003 ihren Wagen 709 des Typs Swisstrolley 1 (Baujahr 1993) in Zusammenarbeit mit Hess um ein drittes Fahrzeugglied. Nach dem Umbau trug der 2004 vorgestellte Doppelgelenktrolleybus die neue Betriebsnummer 721 und die neue Typenbezeichnung lighTram 1. Dieser Einzelgänger war bis 2016 im Einsatz.
Die Verkehrsbetriebe der Stadt St. Gallen ergänzten Ende 2005 den 1991 gebauten hochflurigen NAW/Hess/ABB-Wagen 155 des Typs BGT 5-25 um einen niederflurigen Nachläufer. Anfang 2006 startete der Probebetrieb, die neue Typenbezeichnung lautete BGGT 5-25. Ursprünglich sollten auf diese Weise acht oder neun weitere Altbaufahrzeuge zu lighTrams erweitert werden. Wegen technischer Probleme mit dem Prototyp entschied man sich jedoch alternativ zur Beschaffung von sieben Neubau-lighTrams (siehe unten). Auch der St. Galler Doppelgelenktrolley wurde 2016 abgestellt.

## lighTram 3

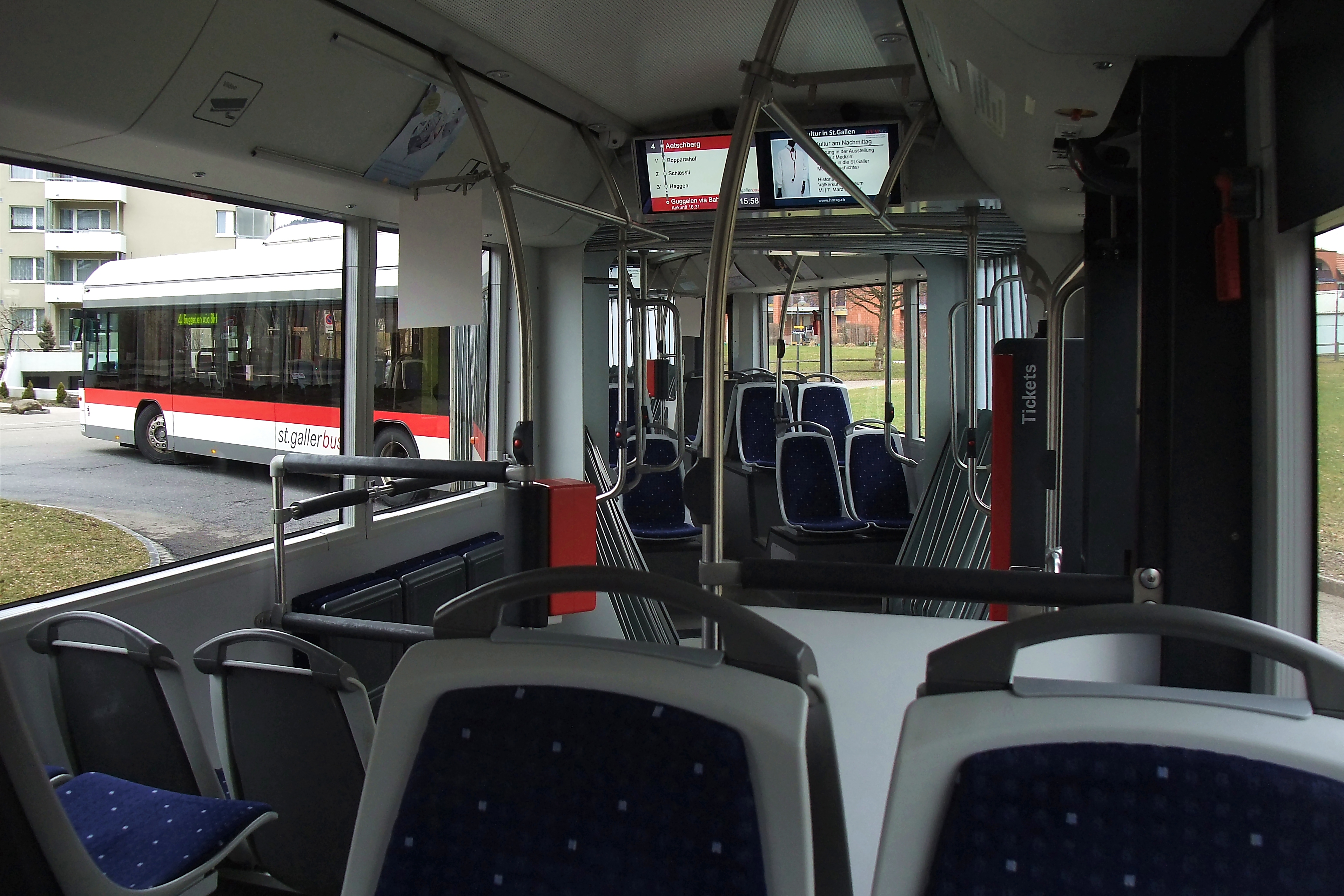
Innenansicht eines St. Galler lighTrams, im Einsatz auf Linie 4

### Technik und Design
Die lighTram 3 ist 24,7 Meter lang, 24,6 Tonnen schwer und durchgängig niederflurig. Von den vier Achsen, darunter zwei im vorderen Teil und je eine in jedem Gelenkteil, werden die zweite und die dritte angetrieben. Neben der ersten ist auch die vierte Achse lenkbar. Als Antrieb der lighTram dienen zwei Drehstrom-Motoren, welche die Energie beim Bremsen ins Netz zurückspeisen können. In der ab 2012 ausgelieferten zweiten lighTram-Serie für Zürich kommt zudem erstmals eine Traktionsbatterie anstelle des dieselbetriebenen Notaggregats zum Einsatz.
Das Design der lighTram 3 ist großteils vom parallel angebotenen Swisstrolley 3 abgeleitet. Wie beim Gelenktrolley- fand auch beim Doppelgelenktrolleybustyp ein Facelift im Verlauf der Serie statt. In Zürich mussten für den planmäßigen Einsatz der lighTram einzelne Haltestellen umgebaut werden.

### Einsatzbetriebe
Die ersten Serienwagen wurden ab 2005 nach Genf ausgeliefert. Insgesamt wurden 37 Einheiten der lighTram 3 für die Städte Genf, Luzern, St. Gallen und Zürich hergestellt.
| Betrieb | Netz       | Anzahl | Baujahre  | Nummern | Einsatz           | Anmerkungen                              | Bild |
| ------- | ---------- | ------ | --------- | ------- | ----------------- | ---------------------------------------- | ---- |
| TPG     | Genf       | 10     | 2005–2006 | 781–790 | Linie 10          | CO-BOLT 2-Design, Vordertür zweiflügelig |      |
| VBL     | Luzern     | 03     | 2006      | 231–233 | Linien 1, 2 und 8 | CO-BOLT 2-Design, Vordertür zweiflügelig |      |
| VBZ     | Zürich     | 17     | 2007–2008 | 61–77   | Linien 31 und 32  | Vordertür einflügelig                    |      |
| VBSG    | St. Gallen | 07     | 2009      | 188–194 | Linien 1 und 2    | Vordertür zweiflügelig                   |      |

## lighTram 4
2012 wurde analog dem Swisstrolley 4 auch die lighTram 4 eingeführt.
Neben der neuen Chassisbauform wurde für die zwölf Wagen für Zürich auch das erste Mal ein Batteriehilfsantrieb bei einer lighTram verbaut. Diese Option wurde bei sämtlichen 23 lighTram4 verbaut. Der Basispreis einer lighTram lag 2013 bei 1.622.350 Schweizer Franken.

### Einsatzbetriebe
Die bisher 40 produzierten beziehungsweise lighTram 4 verteilen sich auf zwei Städte:
| Betrieb | Netz   | Anzahl | Baujahre | Nummern | Einsatz           | Anmerkungen                               | Bild |
| ------- | ------ | ------ | -------- | ------- | ----------------- | ----------------------------------------- | ---- |
| VBZ     | Zürich | 12     | 2012     | 78–89   | Linien 31 und 32  | Vordertür einflügelig                     |      |
| VBZ     | Zürich | 02     | 2014     | 90–91   | Linien 31 und 32  | Vordertür einflügelig                     |      |
| VBL     | Luzern | 09     | 2014     | 234–242 | Linien 1, 2 und 8 | tramähnliche Front, Vordertür einflügelig |      |
| VBL     | Luzern | 09     | 2016     | 401–409 | Linien 1, 2 und 8 | tramähnliche Front, Vordertür einflügelig |      |
| VBL     | Luzern | 08     | 2017     | 410–417 | Linien 1, 2 und 8 | tramähnliche Front, Vordertür einflügelig |      |

Zu Erprobungszwecken war Wagen 78 der Verkehrsbetriebe Zürich Anfang Oktober 2012 auf dem O-Busnetz in Salzburg unterwegs, wo er auch mehrere Fahrgastfahrten als Verstärker auf der Linie 3 absolvierte. Anschließend erfolgte vom 12. bis 16. Oktober ein weiterer Testeinsatz auf dem Linzer O-Busnetz, wo das Fahrzeug auf allen vier Linien eingesetzt wurde.
Auch bei SYTRAL in Lyon wurde die lighTram 4 getestet. Dazu verweilte der Luzerner Wagen 236 vom 30. Mai bis 3. Juni 2016 in Frankreich, wo Fahrten auf den Linien C2 und C3 erfolgten.
Ein weiterer Test in Salzburg erfolgte zwischen Ende September und Mitte Dezember 2017 mit dem Luzerner Wagen Nummer 408, wobei das Fahrzeug über längere Zeit für Fahrgastfahrten auf der Linie 3 eingesetzt wurde.

## lighTram 5
Seit 2018 wird die fünfte Generation des lighTram Trolleys hergestellt.

### Einsatzbetriebe
Die bisher 94 produzierten beziehungsweise fest bestellten lighTram 5 verteilen sich auf sieben Städte:
| Betrieb | Netz       | Anzahl | Baujahre | Nummern | Einsatz           | Anmerkungen                                                     | Bild |
| ------- | ---------- | ------ | -------- | ------- | ----------------- | --------------------------------------------------------------- | ---- |
| SVB     | Bern       | 7      | 2018     | 41–47   | Linie 20          | Auslieferung ab August 2018                                     |      |
| VBZ     | Zürich     | 3      | 2018     | 92–94   | Linien 31, 32     | Inbetriebnahme September 2018                                   |      |
| SVB     | Bern       | 7      | 2019     | 48–54   | Linie 20          | [ 9 ]                                                           |      |
| VBL     | Luzern     | 5      | 2019     | 418–422 | Linien 1, 2, 8    | [ 10 ]                                                          |      |
| TL      | Lausanne   | 12     | 2020     | 701–712 | Linie 9           | [ 11 ]                                                          |      |
| VBSG    | St. Gallen | 11     | 2020     | 131–141 | Linien 1, 2, 3, 4 | [ 12 ]                                                          |      |
| SBW     | Winterthur | 11     | 2022     | 401–411 | Linie 1           | [ 13 ]                                                          |      |
| VBSG    | St. Gallen | 2      | 2024     | 142-143 | Linien 1, 2, 3, 4 |                                                                 |      |
| STAN    | Nancy      | 25     | 2024     |         | Linie T1          | ersetzt den Spurbus, erster Wagen im Frühjahr 2024 ausgeliefert |      |
| SVB     | Bern       | 13     | 2026     | 55–67   | Linie 10, 20      | Für Umstellung der Linie 10 auf elektrischen Betrieb            |      |